# Rödgumpad tangara
Rödgumpad tangara (Ramphocelus passerinii) är en fågel i familjen tangaror inom ordningen tättingar.

## Utseende
Hane rödgumpad tangara är en omisskännlig fågel, sammetssvart med lysande scharlakansröd övergump. Honan är mycket annorlunda, med blåvit näbb, gulbrun övergump och gråaktigt huvud.

## Utbredning och systematik
Rödgumpad tangara förekommer i Centralamerika och delas in i två underarter med följande utbredning:
- Ramphocelus passerinii passerinii  – Centralamerikas Atlantsluttning, från södra Mexiko (sydöstra Veracruz och nordöstra Oaxaca) till västra Panama (Ngäbe-Buglé).[3]
- Ramphocelus passerinii costaricensis – Stillahavssluttningen i södra Costa Rica (Puntarenas) och västra Panama

Tidigare urskiljdes costaricensis som en egen art, "costaricatangara", och vissa gör det fortfarande.

## Levnadssätt
Rödgumpad tangara är en ganska vanlig fågel i fuktiga tropiska områden. Den föredrar kanter av städsegrön skog, plantage och grönskande ungskog, som områden utmed vägkanter. Fågeln födosöker huvudsakligen lågt till medelhögt, ofta i små och rätt ljudliga grupper.

## Status och hot
Arten har ett stort utbredningsområde och tros öka i antal. Internationella naturvårdsunionen IUCN listar den därför som livskraftig (LC). Beståndet uppskattas till i storleksordningen en halv miljon till fem miljoner vuxna individer.

## Bildgalleri

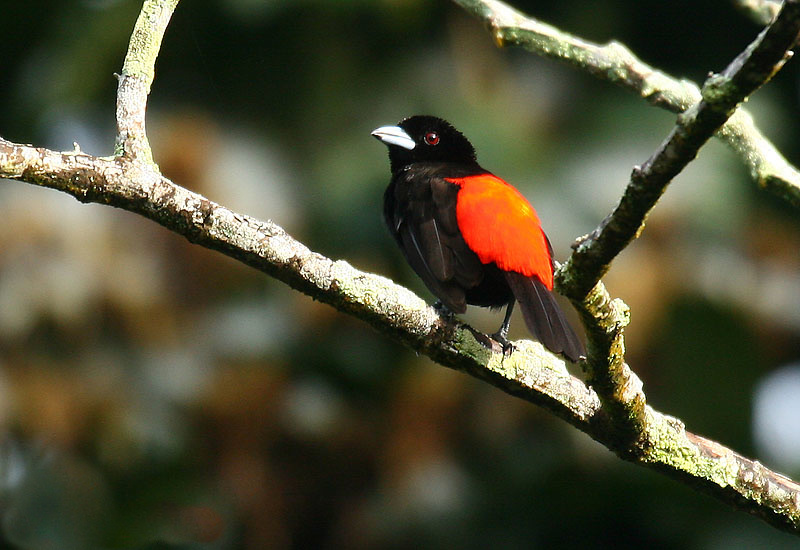
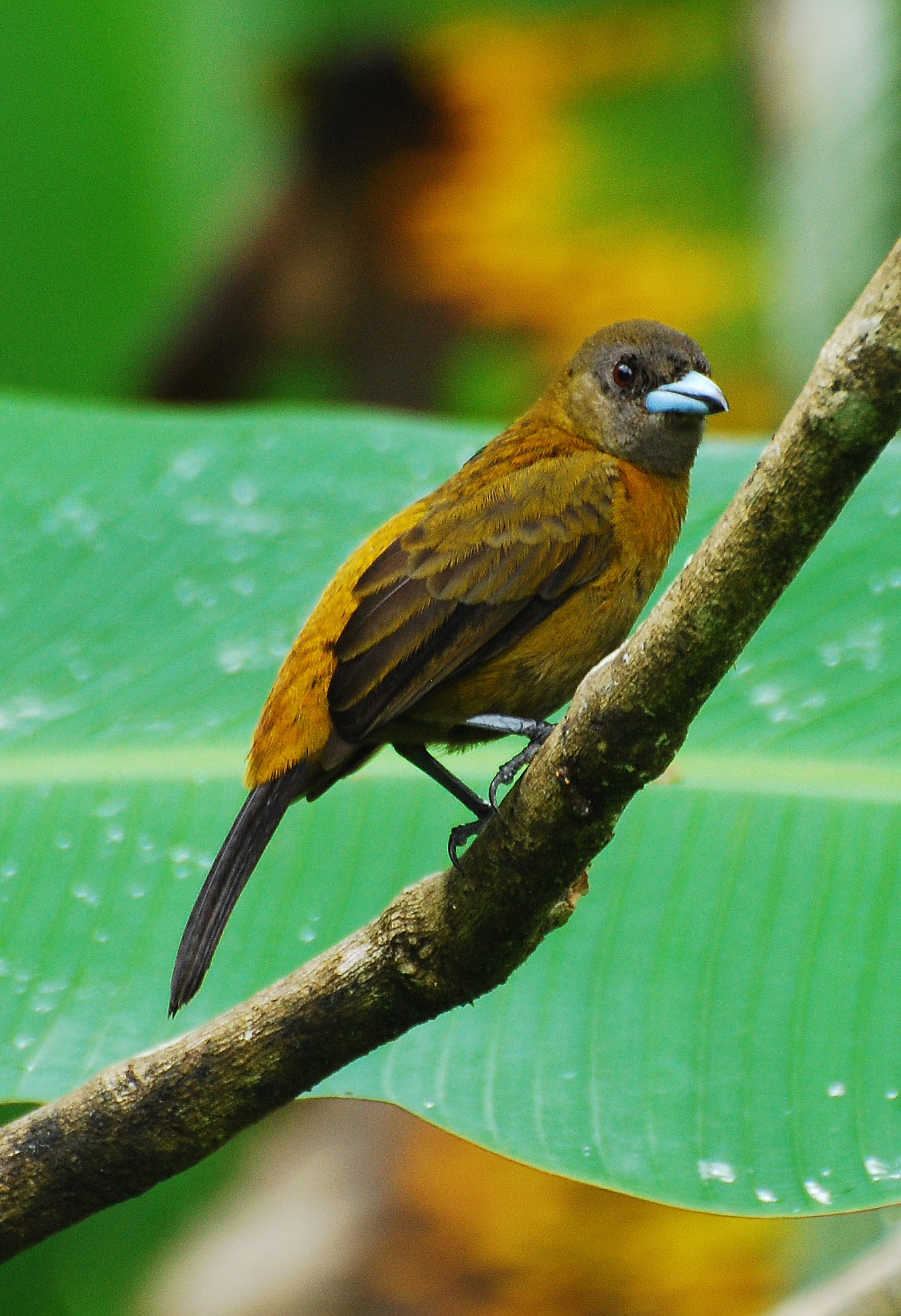

## Namn
Fågelns vetenskapliga artnamn hedrar den italienska zoologen Dr Carlo Passerini (1793-1857).